# وردنت (کالیفرنیا)
وردنت، کالیفرنیا (به انگلیسی: Verdant, California) یک محدوده ثبت‌نشده در ایالات متحده آمریکا است که در شهرستان ایمپریال، کالیفرنیا واقع شده‌است.

## خصوصیات
وردنت -۶۰ متر بالاتر از سطح دریا واقع شده‌است.